# Überkochen
Als Überkochen wird küchensprachlich eine übermäßige Schaumbildung beim Aufkochen von Flüssigkeiten und das damit verbundene Überlaufen des Topfinhalts bezeichnet. Das Risiko des Überkochens besteht vor allem bei Flüssigkeiten mit relativ hohem Anteil von Proteinen oder Stärke wie Milch oder dem Kochwasser von Kartoffeln, Nudeln, Reis und Hülsenfrüchten, auch bei Brühe vor dem Abschäumen. Das durch die Hitze geronnene Protein bzw. die verkleisterte Stärke stabilisiert dabei die beim Sieden entstehenden Gasblasen, die so nur mit Verzögerung platzen und zuvor als Schaum das Volumen des Topfinhalts um ein Vielfaches vergrößern können. Da der Phasenübergang des Wassers von flüssig zu gasförmig beim Erreichen des Siedepunkts schlagartig erfolgt, kochen betreffende Flüssigkeiten auch schlagartig über.
Beim Überkochen geht nicht nur Kochflüssigkeit verloren, die den Herd verschmutzt, es kann auch zu gefährlichen Situationen kommen, wenn bei Gasherden die Flamme erlischt oder bei anderen Herden der weitgehend entleerte Topf überhitzt wird.
Um das Überkochen zu verhindern, sollte entsprechendes Gargut bei mäßiger Temperatur erhitzt und dabei beobachtet werden. Die Verwendung eines Milchwächters, einer am Topfboden liegenden Scheibe, führt zu einem klappernden Warnton, kurz bevor die Flüssigkeit aufkocht. Die Zugabe von Fett bzw. Pflanzenöl zu Beginn des Kochvorgangs reduziert die Schaumbildung, da sich Fettmoleküle mit den hydrophoben Anteilen von Proteinen verbinden und dadurch deren Fähigkeit verringern, Gasblasen zu umhüllen. Physikalisch unmöglich ist das Überkochen beim Erhitzen von Flüssigkeiten im Wasserbad oder im Simmertopf, da das Gargut dort nur mit den maximal 100 °C heißen Gefäßwänden in Kontakt kommt und so nur knapp unter den Siedepunkt erhitzt wird.
Im Mikrowellenherd erhitztes Wasser kann durch Siedeverzug überkochen, der andere Ursachen hat als das Überkochen protein- und stärkehaltiger Flüssigkeiten. Unter geeigneten Umständen (sehr sauberes, glattwandiges Gefäß) kann die zum Phasenübergang notwendige Keimbildung von Gasblasen verzögert werden, so dass Wasser bei einer Temperatur bis etwa 110 °C flüssig bleibt. Das überhitzte Wasser kann durch Störungen wie Bewegungen (beim Entnehmen aus dem Herd) oder die Zugabe von Teebeuteln, Zucker usw. explosionsartig zu kochen beginnen. Verhindern lässt sich das durch einen Löffel oder ähnliches, der vor dem Erhitzen in das Gefäß gegeben wird, was die Keimbildung begünstigt.